# Turul Italiei
Turul Italiei (în italiană Giro d’Italia) este unul dintre cele trei mari tururi cicliste ale lumii, al doilea ca vechime de pe continentul european. Este un concurs masculin care are loc din anul 1909, la feminin competiția este numită Giro d’Italia Femminile, ea având loc începând cu anul 1988.
Printre inițiatorii competiției sunt considerați redactorii gazetei italiene Gazzetta dello Sport, care au fost iritați de existența Turului Franței și lipsa unei competiții similare în Italia. Concursul a fost finanțat de diferite firme italiene și cu ajutorul clubului de ciclism italian ce a fost înființat de cotidianul Corriere della Sera. Turul Italiei a avut loc anual cu excepția perioadei celor două războaie mondiale. La început turul a avut 8 etape, el avea loc dus întors între orașele Milano și Neapole, primul învingător al turului fiind Luigi Ganna.

## Câștigători
| Anul    | Învingător              | Cățărător                     | Puncte                 | Tânăr                  |
| ------- | ----------------------- | ----------------------------- | ---------------------- | ---------------------- |
| 1909    | Luigi Ganna             |                               |                        |                        |
| 1910    | Carlo Galetti           |                               |                        |                        |
| 1911    | Carlo Galetti           |                               |                        |                        |
| 1912    | Atala (numai pe echipe) |                               |                        |                        |
| 1913    | Carlo Oriani            |                               |                        |                        |
| 1914    | Alfonso Calzolari       |                               |                        |                        |
| 1915–18 | (n-a avut loc)          | (n-a avut loc)                | (n-a avut loc)         | (n-a avut loc)         |
| 1919    | Costante Girardengo     |                               |                        |                        |
| 1920    | Gaetano Belloni         |                               |                        |                        |
| 1921    | Giovanni Brunero        |                               |                        |                        |
| 1922    | Giovanni Brunero        |                               |                        |                        |
| 1923    | Costante Girardengo     |                               |                        |                        |
| 1924    | Giuseppe Enrici         |                               |                        |                        |
| 1925    | Alfredo Binda           |                               |                        |                        |
| 1926    | Giovanni Brunero        |                               |                        |                        |
| 1927    | Alfredo Binda           |                               |                        |                        |
| 1928    | Alfredo Binda           |                               |                        |                        |
| 1929    | Alfredo Binda           |                               |                        |                        |
| 1930    | Luigi Marchisio         |                               |                        |                        |
| 1931    | Francesco Camusso       |                               |                        |                        |
| 1932    | Antonio Pesenti         |                               |                        |                        |
| 1933    | Alfredo Binda           | Alfredo Binda                 |                        |                        |
| 1934    | Learco Guerra           | Remo Bertoni                  |                        |                        |
| 1935    | Vasco Bergamaschi       | Gino Bartali                  |                        |                        |
| 1936    | Gino Bartali            | Gino Bartali                  |                        |                        |
| 1937    | Gino Bartali            | Gino Bartali                  |                        |                        |
| 1938    | Giovanni Valetti        | Giovanni Valetti              |                        |                        |
| 1939    | Giovanni Valetti        | Gino Bartali                  |                        |                        |
| 1940    | Fausto Coppi            | Gino Bartali                  |                        |                        |
| 1941–45 | (n-a avut loc)          | (n-a avut loc)                | (n-a avut loc)         | (n-a avut loc)         |
| 1946    | Gino Bartali            | Gino Bartali                  |                        |                        |
| 1947    | Fausto Coppi            | Gino Bartali                  |                        |                        |
| 1948    | Fiorenzo Magni          | Fausto Coppi                  |                        |                        |
| 1949    | Fausto Coppi            | Fausto Coppi                  |                        |                        |
| 1950    | Hugo Koblet             | Hugo Koblet                   |                        |                        |
| 1951    | Fiorenzo Magni          | Louison Bobet                 |                        |                        |
| 1952    | Fausto Coppi            | Raphaël Géminiani             |                        |                        |
| 1953    | Fausto Coppi            | Pasquale Fornara              |                        |                        |
| 1954    | Carlo Clerici           | Fausto Coppi                  |                        |                        |
| 1955    | Fiorenzo Magni          | Gastone Nencini               |                        |                        |
| 1956    | Charly Gaul             | Charly Gaul                   |                        |                        |
| 1957    | Gastone Nencini         | Raphaël Géminiani             |                        |                        |
| 1958    | Ercole Baldini          | Jean Brankaert                |                        |                        |
| 1959    | Charly Gaul             | Charly Gaul                   |                        |                        |
| 1960    | Jacques Anquetil        | Rik Van Looy                  |                        |                        |
| 1961    | Arnaldo Pambianco       | Vito Taccone                  |                        |                        |
| 1962    | Franco Balmamion        | Angelino Soler                |                        |                        |
| 1963    | Franco Balmamion        | Vito Taccone                  |                        |                        |
| 1964    | Jacques Anquetil        | Franco Bitossi                |                        |                        |
| 1965    | Vittorio Adorni         | Franco Bitossi                |                        |                        |
| 1966    | Gianni Motta            | Franco Bitossi                | Gianni Motta           |                        |
| 1967    | Felice Gimondi          | Aurelio Gonzales              | Dino Zandegu           |                        |
| 1968    | Eddy Merckx             | Eddy Merckx                   | Eddy Merckx            |                        |
| 1969    | Felice Gimondi          | Claudio Michelotto            | Franco Bitossi         |                        |
| 1970    | Eddy Merckx             | Martin Vandenbossche          | Franco Bitossi         |                        |
| 1971    | Gösta Pettersson        | José Manuel Fuente            | Marino Basso           |                        |
| 1972    | Eddy Merckx             | José Manuel Fuente            | Roger De Vlaeminck     |                        |
| 1973    | Eddy Merckx             | José Manuel Fuente            | Eddy Merckx            |                        |
| 1974    | Eddy Merckx             | José Manuel Fuente            | Roger De Vlaeminck     |                        |
| 1975    | Fausto Bertoglio        | Francisco Galdos Andres Oliva | Roger De Vlaeminck     |                        |
| 1976    | Felice Gimondi          | Andres Oliva                  | Francesco Moser        |                        |
| 1977    | Michel Pollentier       | Faustino Fernandez Ovies      | Francesco Moser        |                        |
| 1978    | Johan de Muynck         | Ueli Sutter                   | Francesco Moser        |                        |
| 1979    | Giuseppe Saronni        | Claudio Bortolotto            | Giuseppe Saronni       |                        |
| 1980    | Bernard Hinault         | Claudio Bortolotto            | Giuseppe Saronni       |                        |
| 1981    | Giovanni Battaglin      | Claudio Bortolotto            | Giuseppe Saronni       |                        |
| 1982    | Bernard Hinault         | Lucien van Impe               | Francesco Moser        |                        |
| 1983    | Giuseppe Saronni        | Lucien van Impe               | Giuseppe Saronni       |                        |
| 1984    | Francesco Moser         | Laurent Fignon                | Urs Freuler            |                        |
| 1985    | Bernard Hinault         | José Luis Navarro             | Johan Van Der Velde    |                        |
| 1986    | Roberto Visentini       | Pedro Muñoz                   | Guido Bontempi         |                        |
| 1987    | Stephen Roche           | Robert Millar                 | Johan Van Der Velde    |                        |
| 1988    | Andrew Hampsten         | Andrew Hampsten               | Johan Van Der Velde    |                        |
| 1989    | Laurent Fignon          | Luis Herrera                  | Giovanni Fidanza       | Jure Pavlic            |
| 1990    | Gianni Bugno            | Claudio Chiappucci            | Gianni Bugno           | Phil Anderson          |
| 1991    | Franco Chioccioli       | Iñaki Gaston                  | Claudio Chiappucci     | Alberto Leanizbarrutia |
| 1992    | Miguel Induráin         | Claudio Chiappucci            | Mario Cipollini        | Miguel Induráin        |
| 1993    | Miguel Induráin         | Claudio Chiappucci            | Adriano Baffi          | Ján Svorada            |
| 1994    | Evgheni Berzin          | Pascal Richard                | Jamoliddin Abdujaparov | Jamoliddin Abdujaparov |
| 1995    | Tony Rominger           | Mariano Piccoli               | Tony Rominger          | Tony Rominger          |
| 1996    | Pavel Tonkov            | Mariano Piccoli               | Fabrizio Guidi         | Fabrizio Guidi         |
| 1997    | Ivan Gotti              | José Jaime González           | Mario Cipollini        | Dmitri Konișev         |
| 1998    | Marco Pantani           | Marco Pantani                 | Mariano Piccoli        | Gian Matteo Fagnini    |
| 1999    | Ivan Gotti              | José Jaime González           | Laurent Jalabert       | Fabrizio Guidi         |
| 2000    | Stefano Garzelli        | Francesco Casagrande          | Dmitri Konișev         | Fabrizio Guidi         |
| 2001    | Gilberto Simoni         | Freddy González               | Massimo Strazzer       | Massimo Strazzer       |
| 2002    | Paolo Savoldelli        | Julio Pérez Cuapio            | Mario Cipollini        | Massimo Strazzer       |
| 2003    | Gilberto Simoni         | Freddy González               | Gilberto Simoni        | Magnus Bäckstedt       |
| 2004    | Damiano Cunego          | Fabian Wegmann                | Alessandro Petacchi    | Raffaele Illiano       |
| 2005    | Paolo Savoldelli        | José Rujano                   | Paolo Bettini          | Stefano Zanini         |
| 2006    | Ivan Basso              | Juan Manuel Gárate            | Paolo Bettini          | Paolo Savoldelli       |
| 2007    | Danilo Di Luca          | Leonardo Piepoli              | Alessandro Petacchi    | Andy Schleck           |
| 2008    | Alberto Contador        | Emanuele Sella                | Daniele Bennati        | Riccardo Riccò         |
| 2009    | Denis Menșov            | Stefano Garzelli              | Danilo Di Luca         | Kevin Seeldraeyers     |
| 2010    | Ivan Basso              | Matthew Lloyd                 | Cadel Evans            | Richie Porte           |
| 2011    | Michele Scarponi†[A]    | Stefano Garzelli              | Michele Scarponi       | Roman Kreuziger        |
| 2012    | Ryder Hesjedal          | Matteo Rabottini              | Joaquim Rodríguez      | Rigoberto Urán         |
| 2013    | Vincenzo Nibali         | Stefano Pirazzi               | Mark Cavendish         | Carlos Betancur        |
| 2014    | Nairo Quintana          | Julián Arredondo              | Nacer Bouhanni         | Nairo Quintana         |
| 2015    | Alberto Contador        | Giovanni Visconti             | Giacomo Nizzolo        | Fabio Aru              |
| 2016    | Vincenzo Nibali         | Mikel Nieve                   | Giacomo Nizzolo        | Bob Jungels            |
| 2017    | Tom Dumoulin            | Mikel Landa                   | Fernando Gaviria       | Bob Jungels            |
| 2018    | Chris Froome            | Chris Froome                  | Elia Viviani           | Miguel Ángel López     |
| 2019    | Richard Carapaz         | Giulio Ciccone                | Pascal Ackermann       | Miguel Ángel López     |
| 2020    | Tao Geoghegan Hart      | Ruben Guerreiro               | Arnaud Démare          | Tao Geoghegan Hart     |
| 2021    | Egan Bernal             | Geoffrey Bouchard             | Peter Sagan            | Egan Bernal            |
| 2022    | Jai Hindley             | Koen Bouwman                  | Arnaud Démare          | Juan Pedro López Pérez |
| 2023    | Primož Roglič           | Thibaut Pinot                 | Jonathan Milan         | João Almeida           |
| 2024    | Tadej Pogačar           | Tadej Pogačar                 | Jonathan Milan         | Antonio Tiberi         |
| 2025    | Simon Yates             | Lorenzo Fortunato             | Mads Pedersen          | Isaac del Toro         |